# Chitarra jazz

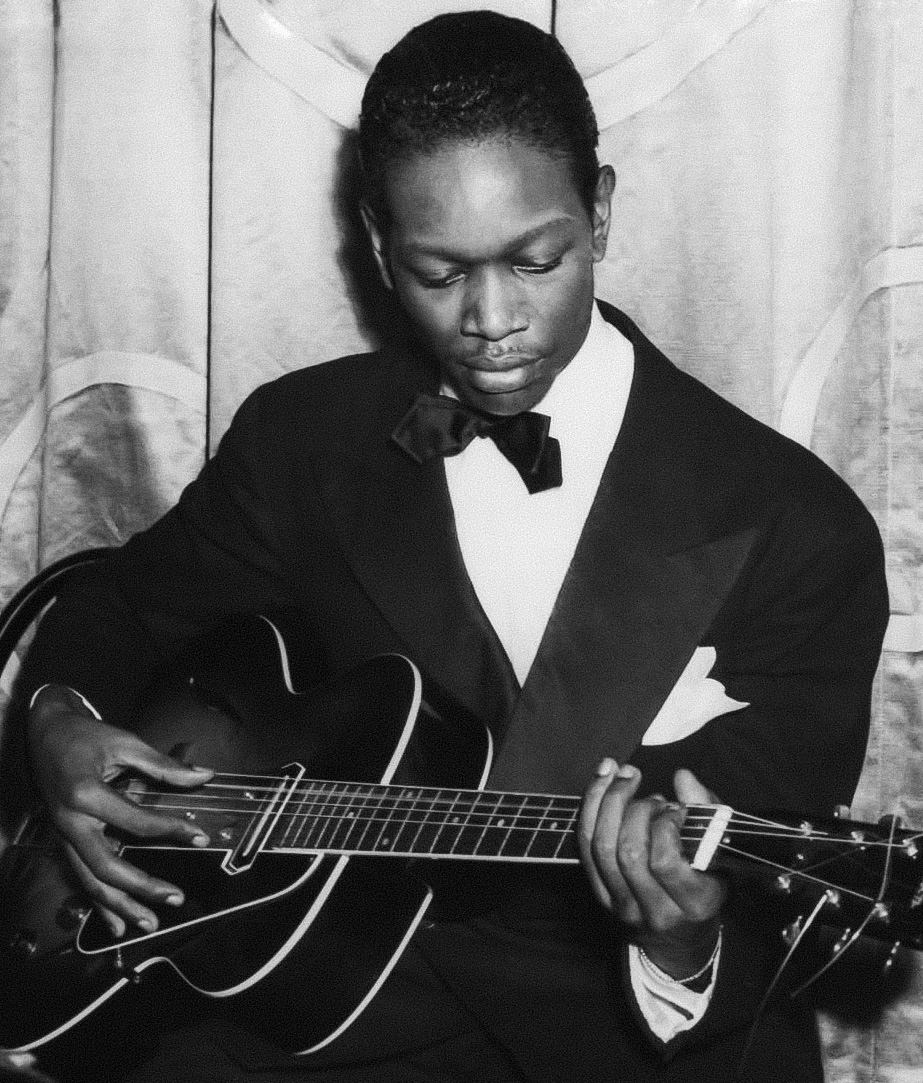
Charlie Christian, pioniere della chitarra elettrica e figura chiave del bebop

Chitarra jazz è il termine con il quale ci si riferisce alla prassi strumentale della chitarra nella musica jazz. La chitarra è stata presente nel jazz fin dal principio, ma negli anni '30 la diffusione della chitarra elettrica ha determinato una svolta radicale nel suo utilizzo. L'amplificazione, infatti, ha permesso ai chitarristi di eguagliare in volume gli strumenti a fiato anche suonando a note singole, e di acquisire il ruolo di solisti anche negli ensemble allargati.
Il termine è talvolta utilizzato anche per indicare le chitarre archtop, hollow-body e semi-hollow. Tuttavia, nel jazz è frequente l'utilizzo di qualsiasi tipo di chitarra, e viceversa questi strumenti sono utilizzati in numerosi altri generi musicali.
Tradizionalmente, la chitarra nel jazz può esplicitare la pulsazione insieme alla sezione ritmica, può suonare accordi secondo la tecnica del comping, può suonare melodie a nota singola o armonizzate. In situazioni di chitarra solo o piccole formazioni, la chitarra può suonare una linea di walking bass.

## Storia
La chitarra ha una lunga storia nella musica jazz, sia come strumento di accompagnamento sia come solista.
Nelle formazioni jazz degli anni '20 il banjo era lo strumento ritmico a corde più usato; ancora nei primi anni '30 orchestre sofisticate come quella di Duke Ellington usavano il banjo. A fine anni '30, Charlie Christian è stato il primo chitarrista elettrico jazz, ed è stato il primo ad esplorare le possibilità del linguaggio solistico bebop sulla chitarra.
Alcuni tra i chitarristi più influenti sono, in ordine cronologico: Eddie Lang, Freddie Green, George Van Eps, Charlie Christian, Billy Bauer, Wes Montgomery, Jim Hall, Ed Bickert, John McLaughlin, John Abercrombie, Bill Frisell, John Scofield, Pat Metheny, Kurt Rosenwinkel, Julian Lage.